# Margaret W. Rossiter
Pour les articles homonymes, voir Rossiter.
Margaret W. Rossiter, née le 8 juillet 1944 et morte le 3 août 2025, est une historienne des sciences et professeure américaine. Elle enseigne l'histoire des sciences à l'université Cornell. De 1994 à 2003, elle est directrice de la revue Isis, publication officielle de l'History of Science Society.
Elle a inventé le terme « effet Matilda » pour désigner le déni et le manque de reconnaissance systématique des contributions des femmes en sciences, qui sont généralement attribuées à leurs collègues masculins.

## Jeunesse et formation
Margaret Rossiter et son frère jumeau Charles naissent dans une famille militaire à la fin de la Seconde Guerre mondiale. La famille s'installe près de Boston, d'abord à Malden, puis à Melrose.
Lors de ses études secondaires, Rossiter découvre l'histoire des sciences, trouvant plus d'intérêt au profil des scientifiques qu'aux expériences souvent ratées présentées en classe. En 1961, elle reçoit le National Merit Scholar (en) et fréquente le Radcliffe College à partir de 1962. Elle y étudie les mathématiques, puis se réoriente vers la chimie et, finalement, vers l'histoire des sciences, plus particulièrement celle des États-Unis, une discipline qui vient tout juste de naître. Elle obtient son diplôme en 1966.
Rossiter travaille durant l'été au Smithsonian avant de commencer une maîtrise à l'université du Wisconsin à Madison. Le programme tel qu'il est conçu l'ennuie, aussi délaisse-t-elle les cours au profit d'une fréquentation assidue de la bibliothèque. L'année suivante, elle rejoint en tant que boursière l'université Yale. En l'absence de cours sur l'histoire des sciences aux États-Unis, elle est autorisée à y suivre un parcours libre. Elle y poursuit ses recherches et obtient un deuxième M.Phil.. Elle décroche son doctorat en 1971, sa recherche portant sur l'agronomie et les scientifiques américains partis étudier en Allemagne. Elle obtient pour l'année 1971-1972 une bourse d'études post-doctorale au Charles Warren Center for Studies in American History de l'université Harvard.

## Carrière
Lors de son passage à l'université Harvard, Rossiter commence ses recherches sur la place des femmes dans l'histoire des sciences des États-Unis. Alors qu'à Yale, on avait répondu à une de ses questions qu'il n'existait pas de femme scientifique aux États-Unis, mais tout juste des assistantes, elle trouve des centaines de références aux femmes dans l'ouvrage American Men of Science (maintenant American Men and Women of Science). Elle en parle dans sa conférence Women scientists in America before 1920, dont elle tire un article publié dans American Scientist après que le texte eut été rejeté par Science et Scientific American. L'article connaît un certain succès et l'amène à poursuivre ses recherches dans le domaine malgré une certaine réticence des milieux scientifique et historien.
Elle devient professeure invitée de l'université de Californie à Berkeley, où elle planifie la publication d'un ouvrage sur les femmes en sciences. Bien que certaines femmes scientifiques lui déconseillent de poursuivre ses études dans ce domaine, Rossiter persiste et trouve une panoplie d'informations qui l'amènent à envisager la publication de trois livres plutôt qu'un. Elle n'arrive toujours pas à décrocher un poste et continue de travailler principalement à l'aide de bourses.
En 1981, elle reçoit une bourse Guggenheim, qui lui permet de poursuivre ses recherches. L'année suivante, elle publie son premier livre, Women Scientists in America, Struggles and Strategies to 1940. Elle y analyse les activités et le parcours de dizaines de scientifiques entre 1850 et 1940, et décortique les obstacles qu'elles ont dû surmonter pour appartenir à la communauté scientifique américaine. Elle y développe deux concepts expliquant l'absence de reconnaissance du travail des femmes en sciences. Elle appelle le premier la ségrégation hiérarchique (hierarchical segregation), une notion proche de celle du plafond de verre, mais s'en distinguant car Rossiter montre que c'est à chacune des étapes hiérarchiques qu'il existe des freins à la progression des carrières. Le second, la ségrégation territoriale (territorial segregation), renvoie au cantonnement des femmes dans certaines disciplines scientifiques spécifiques, telles que la biologie, la santé publique, l'économie domestique, et aux difficultés d'emploi rencontrées lorsque les femmes tentent des incursions dans des domaines considérés comme masculins,. 
Par la suite, Rossiter postule au remplacement d'un an (1982-1983) du directeur du programme d'histoire et de philosophie de la science de la National Science Foundation (NSF). En 1983–1984, elle est professeure invitée à Harvard, où elle travaille sur son deuxième livre. Ne parvenant toujours pas à obtenir un emploi stable dans l'enseignement universitaire, elle se porte candidate au programme Visiting Professorships for Women de la NSF et obtient un poste d'un an à Cornell, qui est prolongé d'une année supplémentaire (1986–1988). Par la suite, Cornell accepte de renouveler son poste pour trois ans, mais ses attributions sont divisées entre trois départements (women's studies, agronomie et histoire). À ce moment de sa vie, elle se sent comme certaines femmes dont elle a abordé l'histoire. « J'imagine que je suis un 78 [tours] dans un monde à 33. »
En 1989, toujours à Cornell, elle reçoit le prix MacArthur. Dans la mesure où elle n'est rattachée à aucun département, l'université lui refuse un poste permanent. Ce n'est que lorsqu'elle reçoit une offre de l'université de Géorgie que Cornell décide de créer et de financer une chaire en histoire des sciences pour la garder, lançant du même coup un département consacré au sujet. À partir de ce moment, Rossiter peut consacrer plus d'énergie à son deuxième livre. En 1994, elle devient directrice de la revue Isis, publication officielle de l'History of Science Society.
En 1995, elle publie le livre Women Scientists in America: Before Affirmative Action, 1940-1972. Elle y répertorie les barrières qui empêchent les femmes de travailler comme scientifiques à part entière, dans la période allant de la Seconde Guerre mondiale à 1972. L'une de ces barrières était la règle anti-népotisme de plusieurs institutions, empêchant les couples mariés d'avoir tous les deux un poste au sein d'une même institution. Citant plusieurs exemples, Rossiter aborde celui de Josephine Mitchell (de) (1912-2000). Alors que cette dernière obtient un poste de professeur associé à l'université de l'Illinois dans les années 1950, elle se marie avec un membre non permanent du département de mathématiques. On lui demanda alors de quitter son poste, afin que son mari puisse garder le sien. Le livre reçoit le History of Women in Science Prize (1997) ainsi que le prix Pfizer,. Par la suite, le History of Women in Science Prize a été rebaptisé Prix Margaret W. Rossiter d'histoire des femmes dans les sciences en son honneur.
En 2012, Rossiter complète sa trilogie sur la place des femmes dans les sciences aux États-Unis en publiant Women Scientists in American Volume 3: Forging a New World Since 1972, recensant des dizaines de cas de femmes ayant milité pour la reconnaissance des femmes en sciences après le passage du Equal Employment Opportunity Act (en) de 1972.
Elle meurt le 3 août 2025 à l'âge de 81 ans.

## Postérité
Le travail de Rossiter sert de base à plusieurs autres travaux de recherche, dont celui de Carmen Magallón (en), .

## Publications
- (en) Margaret W. Rossiter, Philanthropy, Structure and Personality : Science at Harvard University: historical perspectives, Clark A. Elliott et Margaret W. Rossiter, Lehigh University Press, 1992, 380 p. (ISBN 978-0-934223-12-6, lire en ligne)
- (en) Writing Women into Science : Writing and revising the disciplines, Jonathan Monroe, Cornell University Press, 2002, 196 p. (ISBN 978-0-8014-8751-4, lire en ligne)
- (en) Women Scientists in America : Struggles and Strategies to 1940, JHU Press, 1982, 439 p. (ISBN 0-8018-2443-5, OCLC 8052928)[14]
- (en) Women Scientists in America : Before Affirmative Action, 1940-1972, JHU Press, 1998, 624 p. (ISBN 978-0-8018-5711-9, lire en ligne)[15]
- (en) Women Scientists in America : Forging a New World Since 1972, JHU Press, 2012, 426 p. (ISBN 978-1-4214-0363-2)[16]
- (en) The emergence of agricultural science : Justus Liebig and the Americans, 1840-1880, Yale University Press, 1975 (ISBN 978-0-300-01721-2)
- (en) « The Matthew Matilda Effect in Science. », Social Studies of Science, vol. 23,‎ 1993, p. 325-341 (lire en ligne)